# 武汉车都现代有轨电车
武汉车都现代有轨电车是位于中国武汉市武汉经济技术开发区的一个现代有轨电车系统，共规划有若干条线路，最终形成交路化运营的有轨电车网络。2017年7月28日，其首条线路——车都T1线开通运营。

## 票务规定
武汉车都现代有轨电车实行上车付费，采取一票制，票价2元/人。车门分上车门和下车门，站台上也相应的分为上车区和下车区，乘客须在对应的区域上下车。上车门旁装有购票设备，设有三种购票方式。乘客上车后，可以投币，可以刷武汉通，也可以使用银联卡云闪付购票（目前此功能暂未实施），其中刷武汉通、银联卡享9折优惠。

## 车都T1线
车都T1线是武汉第一条有轨电车线路，亦是武汉车都现代有轨电车系统中的第一条线路，之前被称为大汉阳地区现代有轨电车试验线。线路起点位于东风大道与沌阳大道交汇处的车轮广场，途经沌阳大道、车城西路、后官湖大道、全力三路、硃山二路、黄陵大道，止于黄陵官莲湖路。线路总长度16.8km，设车站23座。2016年5月，武汉经济技术开发区现代有轨电车被命名为“车都工匠号”。全线设官莲湖车辆基地一座，有轨电车专用桥3座(分别是全力三路桥、凤凰桥和枫树桥)，投资约32.15亿元。本线已于2017年7月28日试运营。

### 线路资料
- 起讫站点：车轮广场站⇔得胜港站
- 轨道数：双轨
- 目前状况：运营中
- 正线总数：复线
- 路线类型：地面
- 路线长度：16.8公里
- 车站总数：23座（含预留站1座）
- 最高速度：70公里/小时
- 车辆基地：官莲湖车辆基地
- 使用车辆：100%低地板超级电容有轨电车
- 列车编组：4节编组
- 开通日期：2017年7月28日

### 运营时间
- 车轮广场→得胜港：首班车7:00，末班车20:00
- 得胜港→车轮广场：首班车6:00，末班车19:00

### 转乘地铁
轨道交通3号线沌阳大道站设有通往车都T1线车轮广场站的换乘通道，乘客在两线之间可无缝换乘。由于轨道交通3号线与车都T1线属于不同的公共交通系统，所以不能连续计费，转乘另一线需重新购票或刷卡。
- 换乘通道
- 车都T1线站台

### 车辆
车都T1线采用100%低地板超级电容有轨电车，全线无接触网供电，牵引系统转向架技术采用德国西门子技术，超级电容采用单体12000F的双电层超级电容组。2016年5月，武汉经济技术开发区现代有轨电车被命名为“车都工匠号”。车都T1线车辆长36.96米，每列车为4节编组，最大载客量为360人。
- 枫树三路站
- 信息屏
- 列车内部